# Boulevard Knjaginja Maria Luisa
Der Boulevard Knjaginja Maria Luisa (bulgarisch булевард Княгиня Мария-Луиза) ist eine wichtige Straße im Zentrum der bulgarischen Hauptstadt Sofia, sie ist nach Marie Louise von Bourbon-Parma benannt, die erste Ehefrau von Ferdinand I.
Die Straße beginnt unweit der Kathedrale Sweta Nedelja und verläuft in nördlicher Richtung, vor dem Hauptbahnhof von Sofia biegt sie nach Westen. Entlang der Straße befinden sich zahlreiche bekannte Bauwerke, wie die Banja-Baschi-Moschee, die Zentralmarkthalle sowie das Zentralkaufhaus. 
Unter dem Boulevard verläuft die Linie 2 der Sofioter U-Bahn.

## Galerie

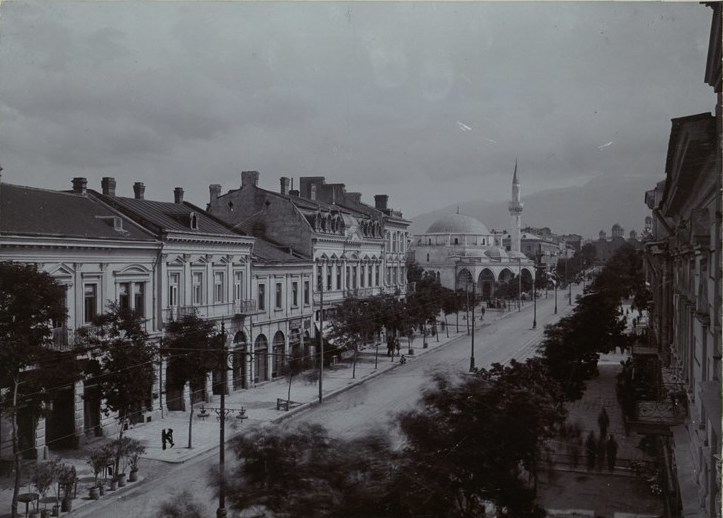
Historische Aufnahme des Boulevards (1907)
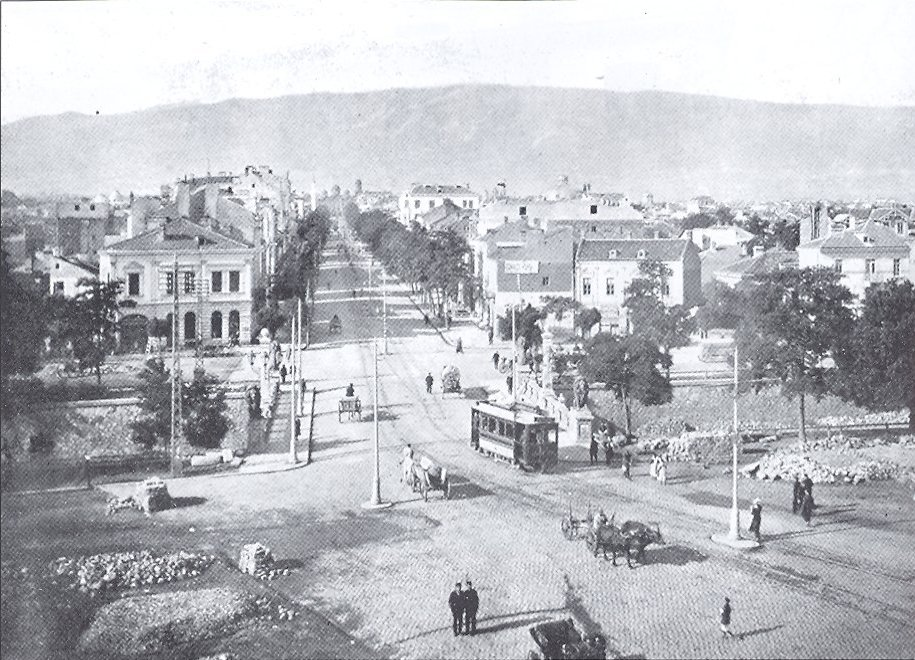
Historische Aufnahme des Boulevards mit der Löwenbrücke in Richtung Süden (1910)
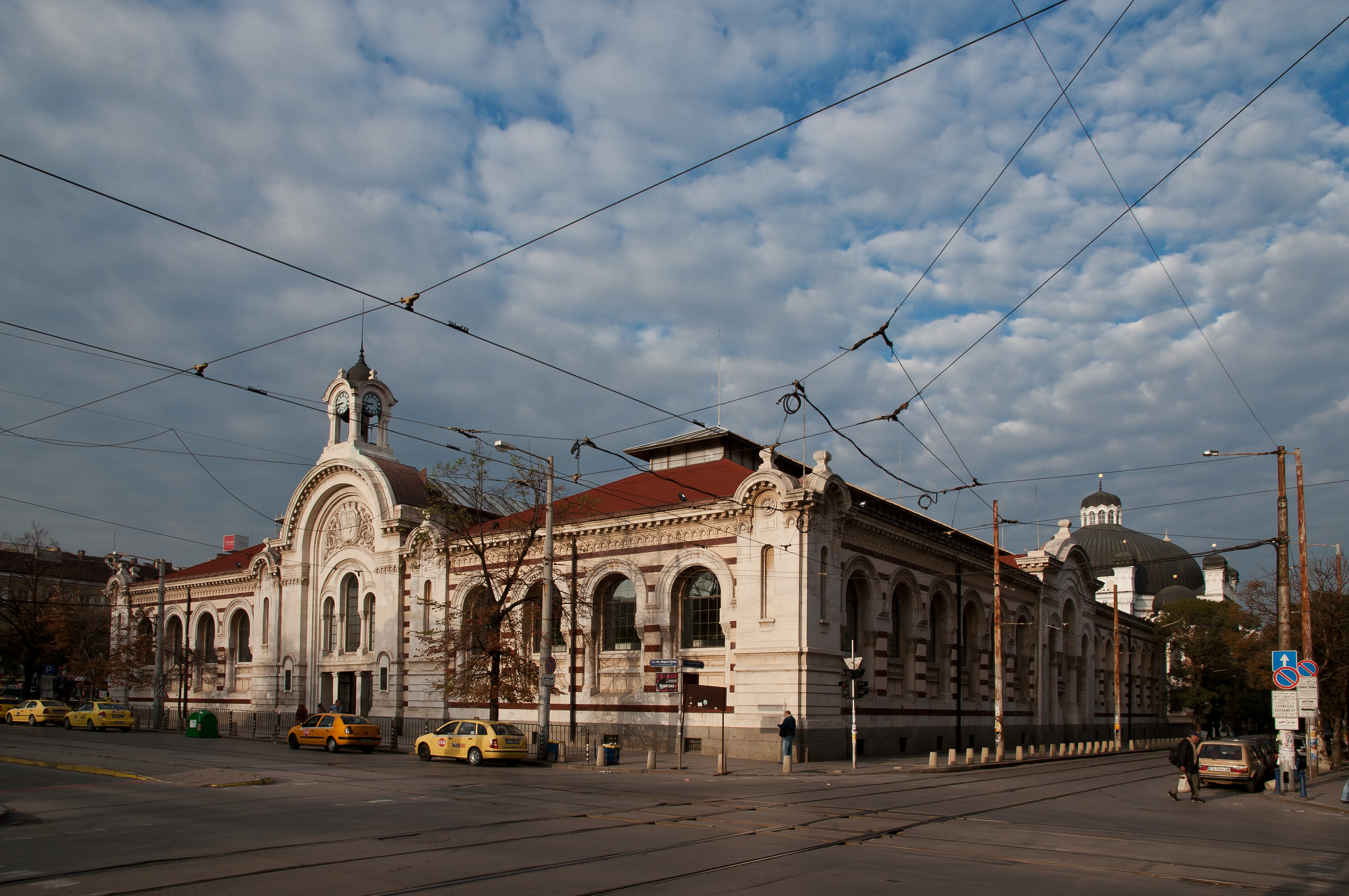
Die Zentralmarkthalle befindet sich an der Kreuzung mit der Exarch-Josef-Straße